# Cratere Pwyll
Pwyll  è un cratere sulla superficie di Europa.